# Edmund Neville Nevill
Edmund Neison (27 de agosto de 1849 – 1940) (cuyo nombre original era Edmund Neville Nevill), fue un astrónomo inglés. Escribió un texto clave en selenografía titulado "The Moon and the Condition and Configuration of its Surface" (La Luna y la Condición y Configuración de su Superficie), e instaló el Observatorio de Natal en Durban (provincia de Natal). También escribió un libro popular sobre astronomía algunos años después de emigrar a Durban.

## Primeros años
Neison nació en Beverley, Yorkshire (Inglaterra) en 1849. Se educó en la Harrow School y en el New College de la Universidad de Oxford. Durante la guerra franco-prusiana se alistó voluntario con las fuerzas francesas, y sirvió con el Mariscal MacMahon.

## Londres (1871 a 1882)
En 1871, Nevill regresó a Londres y trabajó como reportero parlamentario en el diario The Standard y como crítico teatral, pero entre sus intereses también estaban la química y la astronomía. Nevill disponía de los medios necesarios para instalar un observatorio privado en Hampstead y llegó a ser conocido como astrónomo aficionado con un interés especial en la Luna. Fue elegido socio de la Real Sociedad Astronómica bajo el nombre de Edmund Neison, 'teniendo la curiosa idea de que era denigrante poseer un nombre antiguo si se deseaba hacer una carrera en ciencia'. Se cambió el apellido a Nevill en 1888 'de acuerdo con las condiciones de un testamento'. En un artículo en junio de 1873 de la Real Sociedad Astronómica argumentó la existencia de una atmósfera lunar y en otro posterior definió los límites inferiores para la densidad de tal atmósfera.
En 1876 produjo "The Moon" (La Luna), una obra descrita como una traducción extendida y actualizada del texto de Johann Heinrich von Mädler. Utilizó muchas observaciones y croquis realizados por Thomas William Webb y otros astrónomos aficionados. El volumen 'sirvió a su propósito de estimular el interés por la selenografía'. Nevill fue uno de los fundadores de la Sociedad Selenográfica con William Radcliffe Birt, y desde 1878 publicó diversos artículos en la Revista Selenográfica. Su libro es todavía muy apreciado por los selenógrafos aficionados y es citado extensamente por Wilkins y Moore.
Nevill también fue miembro de la Sociedad Química habiéndose movilizado en los primeros años 1870 para que se creara un Instituto Químico. Durante una reunión de la Sociedad Química el 26 de abril de 1876 se formó un comité en el que Neison era uno de los miembros del Instituto de Química, sirviendo en el consejo de 1877 a 1900. Posteriormente ejerció como químico del gobierno en Natal.

## Teoría lunar
El contexto del trabajo lunar de Nevill estuvo marcado por el reconocimiento creciente de la imprecisión de las tablas de Peter Andreas Hansen. Simon Newcomb encontró en estas tablas fluctuaciones tanto de periodo largo como irregularidades, por lo que en 1878 revisó todas las observaciones y comprobó que Hansen había ignorado en su trabajo los datos anteriores a 1750. Determinar los términos omitidos en la teoría de Hansen era un asunto de investigación importante en aquel tiempo. Neison, en un artículo de la Real Sociedad Astronómica publicado en marzo de 1877, confirmó la influencia de un término relacionado con Júpiter descubierto por Simon Newcomb en 1876 (el coeficiente de Neison es preciso, pero un término de periodo largo asociado al coeficiente es erróneo en un factor de 10). En 1877 Nevill produjo una memoria desarrollando una teoría analítica con el objetivo de reducir el trabajo implicado en producir tablas lunares. Esta memoria muestra que Nevill poseía una considerable habilidad realizando operaciones matemáticas. Posteriormente Ernest William Brown desarrolló una nueva teoría desde principios originarios, y gran parte del trabajo de Neison en Durban observando posiciones de la Luna y comparándolas con la teoría (que no fue publicado debido a problemas financieros) quedó obsoleto.

## Durban 1882–1912

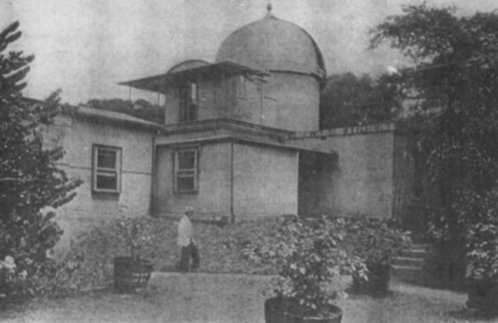
Edmun Neville en el Observatorio de Natal (foto publicada en 1903)

Se produjeron tránsitos de Venus el 8 de diciembre de 1874 y el 6 de diciembre de 1882. La Comisión del Tránsito de Venus instaló estaciones por todo el mundo para observar el acontecimiento. Durban se consideró como un posible emplazamiento pero fue descartado debido al tiempo normalmente nuboso en Natal durante diciembre. Sin embargo, Harry Escombe, un político local del Gobierno Imperial Británico, estaba interesado en establecer un observatorio en Durban. David Gill, el Astrónomo Real en El Cabo, estuvo de acuerdo, y se destinó una dotación de 350 libras (votada por la Corporación de Durban) más otras 500 libras (concedidas por el Consejo Legislativo) para fundar un observatorio. Se adquirieron un telescopio refractor Grubb de 8 pulgadas y montura ecuatorial, y un instrumento de tránsito de 3 pulgadas. También se dispuso de un reloj sidereal construido por Edward John Dent, cedido por la Comisión del Tránsito de Venus. Gill envió un telegrama a Nevill para ofrecerle el puesto de Astrónomo del Gobierno en Durban, y Nevill se embarcó a las 24 horas de recibir el aviso el 27 de octubre, llegando a Sudáfrica el 27 de noviembre de 1882.
Estado del observatorio
Nevill tomó posesión de observatorio el 1 de diciembre de 1882, y se encontró con una gruesa capa de pintura sobre la maquinaria del domo que lo inmovilizaba; con que el telescopio había sido instalado con anterioridad al domo y había sufrido el efecto del aire salobre, accionándose con dificultad; y con que el ocular polarizador solar era incompatible con el telescopio y sus accesorios. El instrumento de tránsito estaba en Ciudad de El Cabo, así que se tuvo que usar el telégrafo para recibir la señal de tiempo desde el Real Observatorio del Cabo de Buena Esperanza. Superando todos estos inconvenientes, cinco días más tarde pudo realizar observaciones del tránsito en condiciones meteorológicas favorables. 
Trabajos posteriores del observatorio
Se realizaron observaciones para comprobar la teoría sobre el movimiento de la Luna: determinación de la desigualdad paraláctica; estudio del efecto de las irregularidades del limbo en su posición aparente sobre la Luna; efecto de irradiación en el diámetro aparente; y determinación de la libración real de la Luna. También se realizaron observaciones meteorológicas, se prestaba el servicio horario, y se estudiron los cometas y otros 'fenómenos transitorios'. El personal incluía a Nevill, su ayudante, y poco después, 'se añadieron cuatro señoras como calculadoras astronómicas'. Nevill publicó un artículo importante con correcciones de las Tablas de Hansen, utilizando 1500 observaciones de la Luna para deducir las correcciones de los valores arbitrarios supuestos por Hansen para sus coeficientes. Nevill propuso dos ambiciosos proyectos: la investigación matemática de los términos del periodo largo que resulta de la acción planetaria y el cálculo real de cada término del periodo largo que supera una amplitud máxima de 0.1 segundos de arco. La imposibilidad de acceder a los textos de Hansen, Poisson y Delaunay dificultó su progreso.
Trabajo sobre las mareas
En 1885 trabajó para la Dirección del Puerto de Natal utilizando los métodos ideados por el Comité de la Asociación Británica, completando las tablas de mareas locales en 1888. El británico Paul Huges ha investigado las cartas de Nevill a Charles Darwin sobre las observaciones de las mareas como parte de un trabajo más amplio sobre la historia de la teoría de las mareas durante el siglo XIX. Las cartas de Nevill a Gill y a Darwin se conservan en el Reino Unido, formando parte de los archivos de la Universidad de Cambridge.
Problemas económicos
En 1887 no había fondos disponibles para salarios. 'La mayor parte del trabajo del Observatorio tuvo que ser suspendida, y no se detuvo del todo gracias al celo de las cuatro señoras que siguieron acudiendo a realizar su trabajo'. Por fin hubo cambios políticos en la Asamblea Legislativa durante este periodo, y en 1888 se nombró un ayudante de nuevo, y se pudo realizar un catálogo manuscrito con la ascensión recta de las estrellas zodiacales. Nevill fue elegido miembro de la Royal Society en 1888 y nombrado Químico del Gobierno y Asesor Oficial para Natal, lo que incluía el deber de actuar como patólogo suplente en procesos judiciales con sospecha de envenenamiento.
Últimos trabajos sobre la teoría lunar
Comparando las observaciones de la luna realizadas en Greenwich con las Tablas de Hansen, Nevill pudo obtener una serie de correcciones, prepararando unas tablas lunares revisadas. Sin embargo, debido a la carencia de fondos en Durban, no llegaron a publicarse. El trabajo se fue restringiendo cada vez más a observaciones rutinarias, y en 1911 se cerró el observatorio. Nevill regresó a Gran Bretaña y se retiró en Eastbourne. La mayor parte de su trabajo lunar fue superado por las aportaciones de E. W. Brown, publicadas en una serie de cinco memorias entre 1897 y 1905.
Familia
En 1894 (con 45 años de edad), Nevill se casó con Mabel Grant, una de las 'cuatro señoras' del observatorio.

## Retiro 1912–1940
Jugador entusiasta de tenis sobre hierba y muy interesado en la historia babilónica, estas dos actividades ocuparon buena parte de su tiempo después de su jubilación. Nevill nunca asistió a las reuniones de la Royal Society, en la que había sido admitido en 1908, y era conocido personalmente por muy pocos de los Socios. Nevill era reacio a fotografiarse y no se conserva ningún retrato suyo.
Falleció en 1940, siendo sobrevivido por sus tres hijos y por su esposa.

## Reconocimientos
- Miembro de la Royal Society desde 1908.[3]

## Eponimia
- El cráter lunar Neison lleva este nombre en su memoria.[4]